# Pseudoglyptodon
Lo pseudogliptodonte (gen. Pseudoglyptodon) è un mammifero xenartro estinto, probabilmente appartenente ai pelosi, ma di incerta collocazione sistematica. Visse tra l'Eocene superiore e l'Oligocene superiore (circa 35 - 27 milioni di anni fa) e i suoi resti fossili sono stati ritrovati in Sudamerica.

## Descrizione
Questo animale è noto solo per resti molto parziali, ed è quindi impossibile ricostruirne l'aspetto complessivo. La specie di maggiori dimensioni (Pseudoglyptodon chilensis) poteva raggiungere la taglia di un odierno bonobo (Pan paniscus), ed è probabile che la lunghezza (esclusa la coda) superasse il metro. Il cranio misurava circa 16 centimetri, mentre il peso totale potrebbe essere stato di 30-40 chilogrammi.
Pseudoglyptodon è un mammifero enigmatico, con un muso corto e alto e una mandibola profonda e robusta, e con un'insolita dentatura. Il nome stesso significa "falso Glyptodon" poiché la struttura dei suoi denti richiama quella dei gliptodonti: Pseudoglyptodon era infatti fornito di tre denti molariformi divisi in tre lobi su ogni ramo di mascella e mandibola. Tuttavia, i denti di Pseudoglyptodon erano sprovvisti di osteodentina, un particolare tessuto dentario che nei gliptodonti si trovava al centro del dente. Pseudoglyptodon, inoltre, possedeva solo tre denti molariformi per ramo, e non otto come invece si riscontra nei gliptodonti. Nella parte frontale di mascella e mandibola, Pseudoglyptodon era dotato di quattro denti caniniformi potenti, simili a quelli dell'odierno bradipo didattilo (gen. Choloepus).

## Classificazione
Il genere Pseudoglyptodon venne descritto per la prima volta nel 1987 da Engelmann, sulla base di una mandibola isolata rinvenuta nel giacimento di Salla, in Bolivia, in terreni dell'Oligocene superiore; la specie tipo è Pseudoglyptodon sallaensis. Engelmann la attribuì chiaramente a un bradipo terricolo a causa della presenza dei forti canini e di altre caratteristiche, pur riscontrando le affinità morfologiche dei denti molariformi con quelli dei gliptodonti. Successivamente uno studio di McKenna e colleghi (2006) ha portato all'istituzione di una nuova specie di Pseudoglyptodon (P. chilensis), di dimensioni maggiori, con denti meno massicci e con cuspidi meno accentuate, rinvenuta nel giacimento di Tinguiririca in Cile (Oligocene inferiore). Lo stesso studio ha permesso di riclassificare come appartenenti a questo genere anche alcuni denti fossili descritti in precedenza, provenienti da vari giacimenti dell'Argentina dell'Eocene e dell'Oligocene, e ritenuti appartenere a gliptodonti primitivi come Glyptatelus. 
Non è chiaro a quale gruppo di xenartri appartenesse Pseudoglyptodon. La maggior parte delle caratteristiche lo identifica come un rappresentante dei pelosi (Pilosa), il grande gruppo a cui appartengono bradipi e formichieri. L'insolita dentatura, tuttavia, non permette una classificazione più precisa, ed è possibile che Pseudoglyptodon fosse un membro arcaico del gruppo dei Phyllophaga, il sottogruppo che comprende i bradipi attuali e i bradipi terricoli. 

## Paleoecologia
Probabilmente Pseudoglyptodon era un animale terrestre, erbivoro, che si nutriva di piante basse a livello del terreno, o forse di foglie dure e abrasive e di radici. 